# Čimhová
Čimhová este o comună slovacă, aflată în districtul Tvrdošín din regiunea Žilina. Localitatea se află la altitudinea de 644 m deasupra n.m., se întinde pe o suprafață de 6,39 km2 și în 2017 număra 678 de locuitori.

## Istoric
Localitatea Čimhová este atestată documentar din 1438.

## Demografie
| An:                | 1994 | 2004   | 2014   | 2024   |
| ------------------ | ---- | ------ | ------ | ------ |
| Număr de persoane: | 596  | 648    | 678    | 681    |
| Diferență:         |      | +8,72% | +4,62% | +0,44% |

| An:                | 2023 | 2024   |
| ------------------ | ---- | ------ |
| Număr de persoane: | 672  | 681    |
| Diferență:         |      | +1,33% |